# 小牧雅伸
小牧雅伸（こまき まさのぶ、1954年7月10日 - 2022年1月24日）は、日本の編集者、ライター。
京都府福知山市出身。「スタジオ小牧」主宰。城西国際大学メディア学部メディア情報学科非常勤講師。
アニメ雑誌『アニメック』の元編集長で、誌上では（ま）のペンネームを用いた。以前はKを使用していたが、使用者が増えたために変更している。

## 略歴
1974年、東京電機大学入学のため上京。放送中の『宇宙戦艦ヤマト』を知り、ファンクラブ「ヤマトラボ」の設立に携わる。SF・アニメ・特撮のサークルや、江古田の喫茶店「まんが画廊」で人脈を拡げ、1977年に櫛野麻美、浜松克樹、氷川竜介、伊藤秀明らと『月刊OUT』創刊2号のヤマト特集を担当。これを機にアニメ関連のムックやレコードの執筆・編集アルバイトを始める。
1978年、ラポートの高橋豊営業部長（現アニメイト代表取締役）にスカウトされ、学生編集長として通販カタログ誌『MANIFIC』を創刊。第5号より大幅リニューアルし、アニメ雑誌『Animec』とする。第6号では他誌がまだ注目していなかった『機動戦士ガンダム』を特集し、3万部を完売。以後、設定解説や作品批評などマニア的な立場で誌面作りを行い、「論評のアニメック」という評価を得る。
1987年の休刊まで『アニメック』の編集長を務め、その後はラポート編集部の編集局長として2003年10月の倒産までムックやコミックを編集する。
2003年11月、編集プロダクション「スタジオ小牧」を設立。2007年にウェブサイト「TORNADE BASE」でアニメック編集長時代の回想を連載し、2009年に単行本として出版した。
2022年1月24日、虚血性心疾患により死去。

## 「RX-78」の命名
小牧は日本サンライズ（現バンダイナムコフィルムワークス）との親交から、雑誌編集長という立場以外でもガンダムブームに関わっている。1980年には『機動戦士ガンダム記録全集』（2巻以降）の編集を依頼され、業界の恩人である野崎欣宏と共に伸童舎を設立。サンライズの営業プロデューサー野辺忠彦に協力し、ガンダムや『伝説巨神イデオン』の劇場版公開時にはファンイベント「アニメ新世紀宣言」や「明るいイデオン」の運営に参加している。
リアルロボット系アニメではロボットを量産兵器とみなし、名称に型式番号を付けるパターンが多いが、その端緒が「RX-78 ガンダム」である。これは制作者側が設定したものではなく、小牧が富野由悠季監督の許可を得て考案したものである。台本にあるが本編では未使用の「ガンダーX78」を元に、地球連邦軍がロボット兵器を研究するならば、ジオン軍のモビルスーツという名称は使わないのではないかと推定し、「ロボット（Robot）型・試作（X）機動兵器・宇宙世紀0078年型」という符号から「RX-78」とした。

## 著作
- アニメックの頃… 編集長（ま）奮闘記 - 2009年 NTT出版 ISBN 978-4-7571-4216-9 （参考文献）
- 機動戦士ガンダムの時代 1981・2・22 アニメ新世紀宣言 - ランダムハウス講談社 2009年 ISBN 978-4-270-00511-8

## 出演
- 週刊ラジオアニメック（東海ラジオ）

## 逸話
岡田斗司夫らと共に登場した雑誌において唯一、『魔法のプリンセス ミンキーモモ』を擁護した。これは岡田らが侮蔑するような発言をした為と語っている。（人の好きな物につまらない難癖をつけるな、という主旨）